# Nemo iudex in causa sua
Nemo judex in causa sua (or nemo judex in sua causa) це латинський вираз, що у прямому перекладі означає "ніхто не судить у своїй справі". Принципом природної справедливості є те, що жодна особа не може судити справу, в якій вона має інтерес.  In many jurisdictions the rule is very strictly applied to any appearance of a possible bias, even if there is actually none: "Justice must not only be done, but must be seen to be done".
Сінонімічні принципи:
- nemo judex idoneus in propria causa est
- nemo judex in parte sua
- nemo judex in re sua
- nemo debet esse judex in propria causa
- in propria causa nemo judex

Юридичні наслідки порушення природного правосуддя, як правило, полягають у зупинці провадження у справі та визнанні будь-якого судового рішення недійсним; його слід скасувати або оскаржити, але воно може бути направлене на повторне слухання.